# Hans von Blixen-Finecke jr.
baron Nils Gustaf Fredrik Bror (Hans) von Blixen-Finecke jr.  (Linköping, 20 juli 1916 - Penzance, 16 februari 2005) was een Zweeds ruiter, die gespecialiseerd was in eventing. Von Blixen-Finecke won tijdens de Olympische Zomerspelen 1952 zowel goud individueel als in de landenwedstrijd eventing. Zijn vader Hans von Blixen-Finecke sr. won tijdens de Olympische Zomerspelen 1912 de bronzen medaille.

## Resultaten
- Olympische Zomerspelen 1952 in Helsinki  individueel eventing met Jubal
- Olympische Zomerspelen 1952 in Helsinki  landenwedstrijd eventing met Jubal
- Olympische Zomerspelen 1956 in Stockholm 24e individueel eventing met Jubal
- Olympische Zomerspelen 1956 in Stockholm uitgevallen landenwedstrijd eventing met Jubal

1912: Axel Nordlander ·
1920: Helmer Mörner ·
1924: Dolf van der Voort van Zijp ·
1928: Charles Pahud de Mortanges ·
1932: Charles Pahud de Mortanges ·
1936: Ludwig Stubbendorf ·
1948: Bernard Chevallier ·
1952: Hans von Blixen-Finecke jr. ·
1956: Petrus Kastenman ·
1960: Lawrence Morgan ·
1964: Mauro Checcoli ·
1968: Jean-Jacques Guyon ·
1972: Richard Meade ·
1976: Edmund Coffin ·
1980: Euro Federico Roman ·
1984: Mark Todd ·
1988: Mark Todd ·
1992: Matt Ryan ·
1996: Blyth Tait ·
2000: David O'Connor ·
2004: Leslie Law ·
2008: Hinrich Romeike ·
2012: Michael Jung ·
2016: Michael Jung ·
2020: Julia Krajewski ·
2024: Michael Jung
1912: Nordlander, Adlercreutz, Casparsson,  Horn af Åminne ·
1920: Mörner, Lundström, von Braun,  Dyrsch ·
1924: Van der Voort van Zijp, Pahud de Mortanges, De Kruijff,  Colenbrander ·
1928: Pahud de Mortanges, De Kruijff, Van der Voort van Zijp ·
1932: Thomson, Chamberlin, Argo ·
1936: Stubbendorf, Lippert, von Wangenheim ·
1948: Henry, Anderson, Thomson ·
1952: von Blixen-Finecke, Stahre, Frölén ·
1956: Weldon, Rook, Hill ·
1960: Morgan, Lavis, Roycroft ·
1964: Checcoli, Angioni, Ravano ·
1968: Allhusen, Meade, Jones ·
1972: Meade, Gordon-Watson, Parker, Phillips ·
1976: Coffin, Plumb, Davidson, Tauskey ·
1980: Blinov, Salnikov, Volkov, Rogosjin ·
1984: Plumb, Stives, Fleischmann, Davidson ·
1988: Erhorn, Baumann, Kaspareit, Ehrenbrink ·
1992: Green, Rolton, Hoy, Ryan ·
1996: Schaeffer, Rolton, Hoy, Dutton ·
2000: Dutton, Hoy, Tinney, Ryan ·
2004: Boiteau, Lyard, Courrèges, Teulère, Touzaint ·
2008: Thomsen, Ostholt, Dibowski, Klimke, Romeike ·
2012: Auffarth, Jung, Klimke, Schrade, Thomsen ·
2016: Laghouag, Lemoine, Nicolas, Vallette ·
2020: Collett, McEwen, Townend ·
2024: Canter, Collett, McEwen
- International Standard Name Identifier: 0000 0000 2458 4136
- Library of Congress Control Number: n77013077
- Nederlandse Thesaurus van Auteursnamen: 126899142
- Virtual International Authority File: 28322682
- WorldCat: E39PBJgxq8Fb83VCkr4jCM7T73